# 查奧州省
8°59′00″N 1°08′00″E / 8.9833°N 1.1333°E

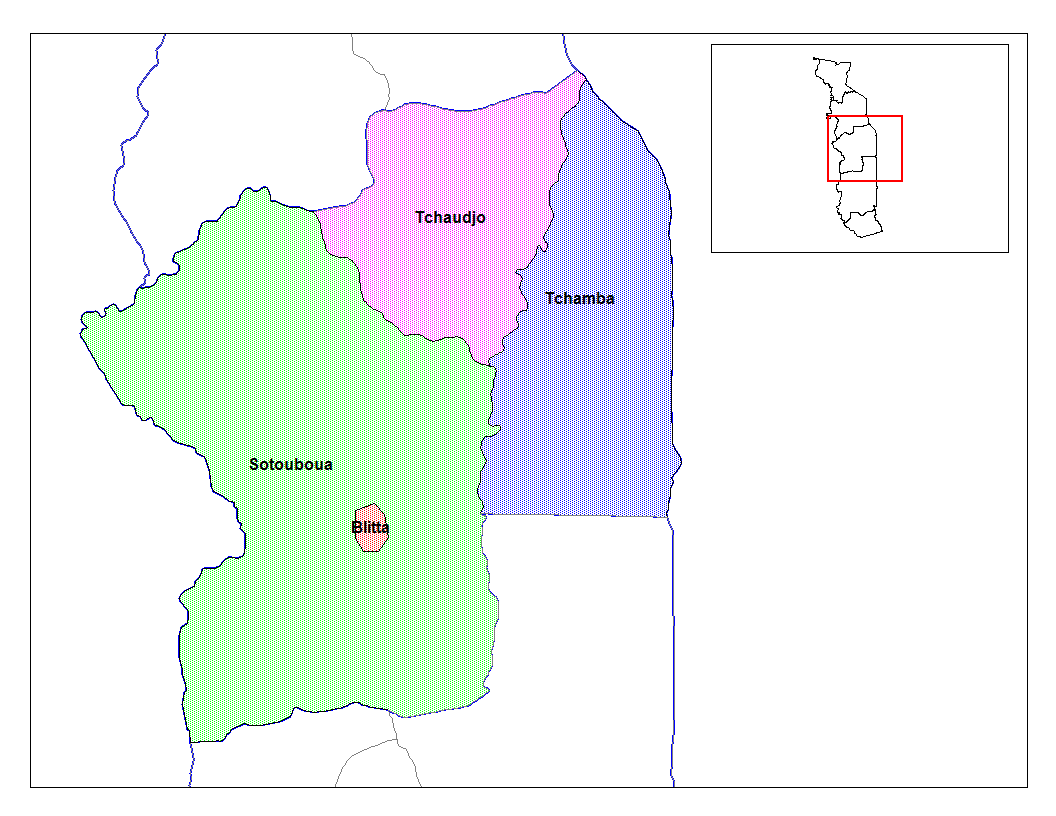

查奧州省（Tchaoudjo Prefecture），是多哥的30個省份之一，位於該國中部，由中部區負責管轄，首府設於索科德，面積2,708平方公里，2010年人口190,114，人口密度每平方公里70.2人。